# Радио 1 Культура
«Радио 1 Культура» — российский радиоканал в 1997—2010 гг.

### ОАО «Радио 1 Культура» (1997—2000)
Создано в 1997 году (96 % акций — ЗАО «Московит», 4 % — журналистский коллектив, в том числе главный редактор Диана Берлин и редактор эфира Татьяна Зубова), которое начало вещание на длинных волнах (радиоэфир начинался с 7.00) 24 ноября 1997 года. В ночь с 14 мая на 15 мая 2000 года ОАО «Радио 1 Культура» в связи с задолженностью за распространение сигнала прекратило вещание.

### ООО «Радио 1 Культура» (2000—2010)
Сразу же после этого сменились учредители — ими стали «Фонд защиты идей гуманизма и региональной стратегии» и Фонд «Московская интеллигенция» — дочерние структуры «Горбачев-фонда» (Новая газета, 5 июня 2000). Вместо ОАО «Радио-1 Культура» было создано ООО «Радио 1. Культура» (Акционеры CASTLEBLAZE DEVELOPMENTS — 20 %; BEVELAN SUPPLY COMPANY — 20 %; ТARIBO TRADING COMPANY — 20 %; SHADOMOUNT SUPPLY COMPANY — 20 %; ОАО «Московит» — 15,1 %; Диана Берлин — 1,1 %; Комиссарова Л.С. — 1 %. Акционеры ЗАО «Радио-1. Культура» (2001): Горбачёв, Михаил Сергеевич — 27 %; Вирганская, Ирина Михайловна (дочь М. С. Горбачёва) — 10 %; Бондарь, Владимир Анатольевич — 10 %; Козырева, Наталья Михайловна — 14 %; Насонов, Андрей Львович — 14; Медведев, Михаил Аркадьевич — 20 %; Берлин, Диана Иосифовна — 5 %), которое начало вещание 9 июля 2000 года на УКВ 68,3 МГц, 4,39 м.
В 2001 году радиостанция представляет собой радиостанцию «семейного» типа, ориентированную, в основном, на прослушивание аудиторией 25-49 лет (Current based Adult Contemporary. В начале каждого часа выходит выпуск новостей. Сотрудники Радио-1 освещают деятельность законодательной, исполнительной, а также судебной властей Российской Федерации, осуществляют обзор прессы, занимаются вещанием программ для детей. Музыкальное оформление — популярная музыка, рок, джаз, классика, ретро, авторская песня, музыка кино, инструментальная музыка. Предпочтение отдается отечественной музыке, которая соотносится с иностранной по формуле 65 % и 35 %. Главный редактор и председатель совета директоров — Диана Иосифовна Берлин — уволилась летом 2001 вместе с большинством сотрудников. 
В 2003—2004 гг. по будням в полночь осуществлялась ретрансляция Международного Радио Китая.
В 2005 году с 6:00 до 24:00 началась ретрансляция Радио Свобода. В 0:00 начинаются детские передачи, затем — литературно-драматические, где-то с 2:00 до конца собственного вещания в 5:00 — музыка (преимущественно — западная эстрада). Ежедневной аудиторией в Москве по данным TNS Gallup Media являлось 30 800 чел., станция была на 39 месте. 
 Объём вещания составлял 8 часов ночью и с 12 часов ночи до 8 утра в Москве в УКВ-диапазоне. В остальное время — Радио Свобода. В первой половине января 2010 года эфир был полностью отдан Радио Свобода, а 14 января того же года Радио-1 вернулось в строй. Его можно было узнать по отбивке в конце часа: вы слушаете «Радио-1 Центр в Москве на частоте 68.3».
В ночь с 20 на 21 июня 2010 года, ровно в полночь, вещание Радио-1 на последней частоте 68,3 УКВ было полностью прекращено — последней песней прозвучавшей в эфире символично стал саундтрек к фильму «Миссия невыполнима» в рамках «Времени джаза» на Радио «Свобода». Миссия Радио−1 действительно стала невыполнима в условиях рынка и меняющейся страны без государственных субсидий и при консерватизме творческого коллектива — это показал весь опыт работы Радио-1 в постсоветское время.